# Lisa Vitting
Lisa Vitting (Moers (Noordrijn-Westfalen), 9 juli 1991) is een Duitse zwemster. Ze vertegenwoordigde haar vaderland op de Olympische Zomerspelen 2012 in Londen.

## Carrière
Bij haar internationale debuut, op de wereldkampioenschappen kortebaanzwemmen 2008 in Manchester, strandde Vitting in de series van de 50, 100, 200 en 400 meter vrije slag, de 50 meter rugslag en de 50 meter vlinderslag. Samen met Franziska Jansen, Lena Celina Hiller en Christin Zenner eindigde ze als zevende op de 4x100 meter vrije slag. Op de Europese kampioenschappen kortebaanzwemmen 2008 in Rijeka werd de Duitse uitgeschakeld in de halve finales van de 100 meter vrije slag en in de series van de 200 meter vrije slag. Samen met Dorothea Brandt, Petra Dallmann en Daniela Schreiber sleepte ze de bronzen medaille in de wacht op de 4x50 meter vrije slag.
Tijdens de Europese kampioenschappen kortebaanzwemmen 2009 in Istanboel eindigde Vitting als zevende op de 100 meter vrije slag, daarnaast strandde ze in de series van de 200 meter vrije slag. Op de 4x50 meter vrije slag legde ze samen met Dorothea Brandt, Daniela Samulski en Daniela Schreiber beslag op de bronzen medaille.
In Boedapest nam de Duitse deel aan de Europese kampioenschappen zwemmen 2010, op dit toernooi veroverde ze samen met Daniela Samulski, Silke Lippok en Daniela Schreiber de Europese titel op de 4x100 meter vrije slag. Op de Europese kampioenschappen kortebaanzwemmen 2010 in Eindhoven eindigde Vitting als achtste op de 50 meter vlinderslag, daarnaast werd ze uitgeschakeld in de series van zowel de 100 als de 200 meter vrije slag. Samen met Dorothea Brandt, Britta Steffen en Daniela Schreiber sleepte ze de zilveren medaille in de wacht op de 4x50 meter vrije slag, op de 4x50 meter wisselslag legde ze samen met Jenny Mensing, Dorothea Brandt en Britta Steffen beslag op de zilveren medaille.
Tijdens de wereldkampioenschappen zwemmen 2011 in Shanghai sleepte Vitting samen met Britta Steffen, Silke Lippok en Daniela Schreiber de bronzen medaille in de wacht op de 4x100 meter vrije slag. Op de 4x200 meter vrije slag strandde ze samen met Silke Lippok, Daniela Schreiber en Franziska Jansen in de series.
In Debrecen nam de Duitse deel aan de Europese kampioenschappen zwemmen 2012. Op dit toernooi strandde ze in de halve finales van de 200 meter vrije slag en in de series van de 50 meter vrije slag. Samen met Britta Steffen, Silke Lippok en Daniela Schreiber veroverde ze de Europese titel op de 4x100 meter vrije slag. Op de Olympische Zomerspelen van 2012 in Londen werd Vitting samen met Britta Steffen, Silke Lippok en Daniela Schreiber uitgeschakeld in de series van de 4x100 meter vrije slag.

## Internationale toernooien
| Jaar | Olympische Spelen    | WK langebaan                              | WK kortebaan | EK langebaan                                                 | EK kortebaan                                                                                        |
| ---- | -------------------- | ----------------------------------------- | --- | ------------------------------------------------------------ | --------------------------------------------------------------------------------------------------- |
| 2008 | geen deelname        |                                           | 22e 50m vrije slag 20e 100m vrije slag 22e 200m vrije slag 23e 400m vrije slag 27e 50m rugslag 31e 50m vlinderslag | geen deelname                                                | 13e 100m vrije slag · 31e 200m vrije slag · 4x50m vrije slag                                        |
| 2009 |                      | geen deelname                             | |                                                              | 7e 100m vrije slag · 27e 200m vrije slag · 4x50m vrije slag                                         |
| 2010 |                      |                                           | geen deelname | 4x100m vrije slag                                            | 18e 100m vrije slag · 9e 200m vrije slag · 8e 50m vlinderslag · 4x50m vrije slag · 4x50m wisselslag |
| 2011 |                      | 4x100m vrije slag · 10e 4x200m vrije slag | |                                                              | geen deelname                                                                                       |
| 2012 | 9e 4x100m vrije slag |                                           | geen deelname | 22e 50m vrije slag · 16e 100m vrije slag · 4x100m vrije slag | geen deelname                                                                                       |

## Persoonlijke records
Bijgewerkt tot en met 7 maart 2012
Kortebaan
| Afstand         | Tijd    | Datum            | Plaats    |
| --------------- | ------- | ---------------- | --------- |
| 50m vrije slag  | 24,96   | 21 november 2009 | Hannover  |
| 100m vrije slag | 53,02   | 10 december 2009 | Istanboel |
| 200m vrije slag | 1.55,72 | 21 november 2009 | Hannover  |
| 50m vlinderslag | 26,39   | 26 november 2010 | Eindhoven |

Langebaan
| Afstand         | Tijd    | Datum        | Plaats  |
| --------------- | ------- | ------------ | ------- |
| 50m vrije slag  | 25,58   | 5 juni 2011  | Berlijn |
| 100m vrije slag | 54,94   | 7 maart 2012 | Londen  |
| 200m vrije slag | 1.59,47 | 3 juni 2011  | Berlijn |
| 50m vlinderslag | 27,08   | 19 juni 2011 | Rome    |